# Église Notre-Dame de Villers-Faucon
L'église Notre-Dame de Villers-Faucon est située dans le centre du village de Villers-Faucon, dans le nord-est du département de la Somme, non loin de Péronne.

## Historique
L'église actuelle a été construite en 1933 sur les plans de l'architecte Louis Faille en remplacement d'une construction précédente détruite pendant la Première Guerre mondiale.

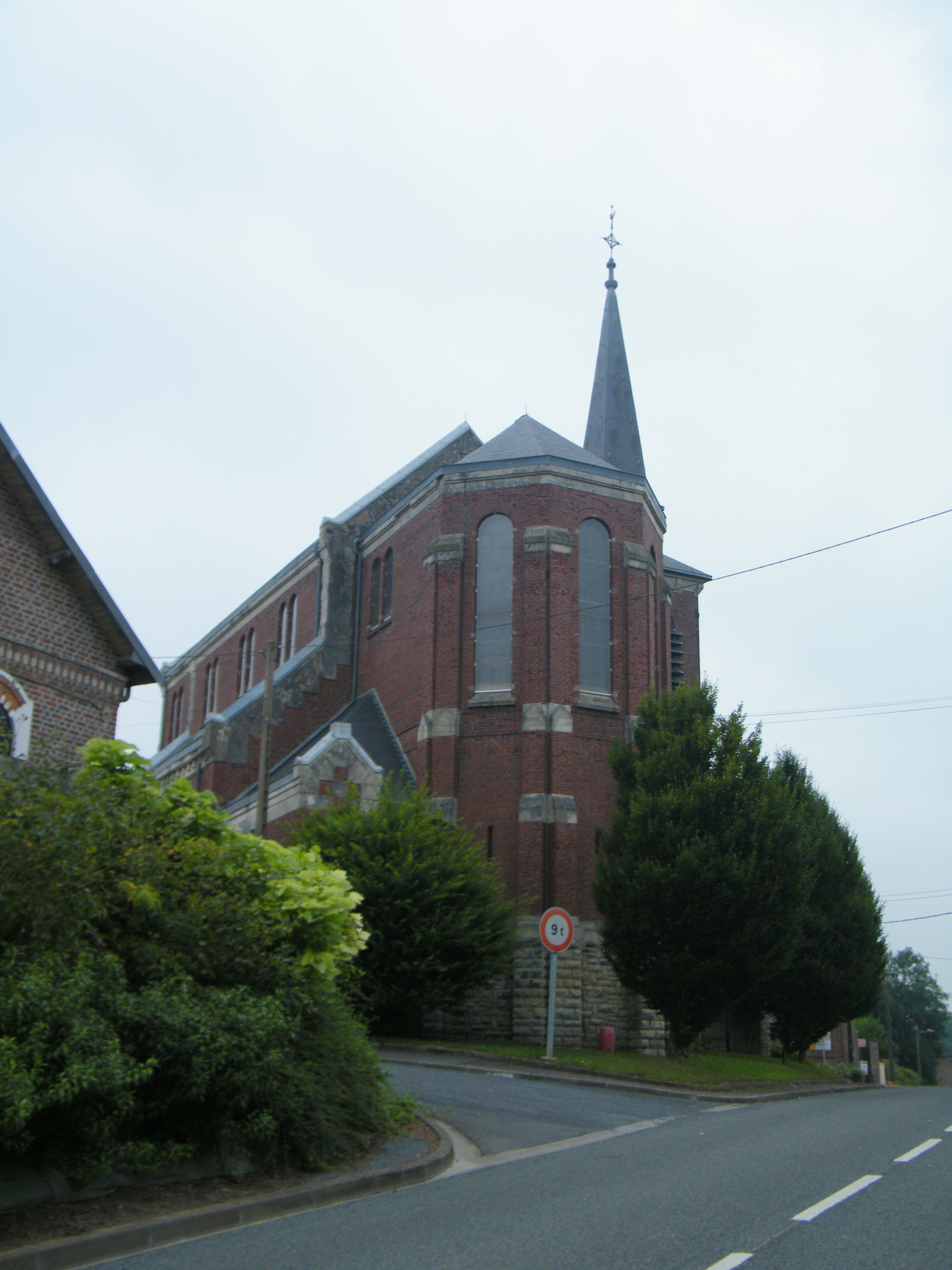

## Caractéristiques
L'édifice a été construit en brique et pierre pour l'encadrement des ouvertures et le bas de la façade.
Elle se compose d'une nef à bas-côtés et d'un chœur. Il n'y a pas de transept. 
Le clocher qui flanque le côté gauche de la façade est construit en moellon à la base et aux angles, en brique pour la partie supérieure. Il est terminé par un toit en flèche recouvert d'ardoise.